# Anomala mongolica
Espèce
Anomala mongolica est une espèce d'insectes coléoptères de la famille des Scarabaeidae, de la sous-famille des Rutelinae.

## Sous-espèces
Selon BioLib (8 juin 2020) :
- Anomala mongolica brevilimbata Lin, 1989
- Anomala mongolica mongolica Faldermann, 1835